# Casamento nas Américas pré-colombianas
O casamento na América pré-colombiana era uma instituição social presente na maioria das culturas e civilizações que habitavam o continente americano antes de 1492 (chegada de Colombo à América). As percepções e concepções a nível social variavam, e as cerimônias de casamento frequentemente tinham um significado religioso e espiritual predominante. Algumas uniões eram até consideradas sagradas e podiam ser tanto monogâmicas quanto poligâmicas. Esses relacionamentos geralmente operavam dentro de um sistema predominantemente patriarcal e estavam tipicamente associados à mesma casta, quando tal sistema de organização social existia.

## Contexto Histórico
Uma vez estabelecida a conquista da América seguida por sua subsequente colonização europeia da América, houve frequentes conflitos culturais com os conquistadores e outros europeus. Isso levou a mudanças significativas na maneira como os ameríndios viam os relacionamentos sexuais. Com o tempo, eles adaptaram seus costumes e tradições em um longo processo de aculturação e assimilação cultural de acordo com os padrões sexuais dos conquistadores. Por exemplo, nos domínios dos impérios Espanhol, Português e Império colonial francês, eles foram compelidos a aderir à moralidade sexual católica e modificar alguns comportamentos. Isso incluía suas atitudes em relação à nudez, poligamia, fornicação, tolerância social da homossexualidade e bissexualidade, castidade e preservação da virgindade até o casamento, entre outros aspectos. Isso dependia de cada grupo étnico, embora houvesse um consenso geral em se opor ao adultério, incesto e estupro, práticas que eram igualmente condenadas pela vasta maioria dos povos indígenas.
Em relação à homossexualidade em povos pré-colombianos, há evidências registradas de uma ampla gama de percepções entre as diferentes tribos nativas da América. As atitudes variavam desde ampla tolerância social até sentenças de morte, variando por tribo e período. Era socialmente aceito em algumas tribos indígenas da América do Norte, onde estava associado ao conceito tribal de "dois espíritos". Autoridades religiosas ou espirituais não objetavam uniões entre dois homens, vistas através de uma visão de mundo da identidade de gênero.

## América do Norte

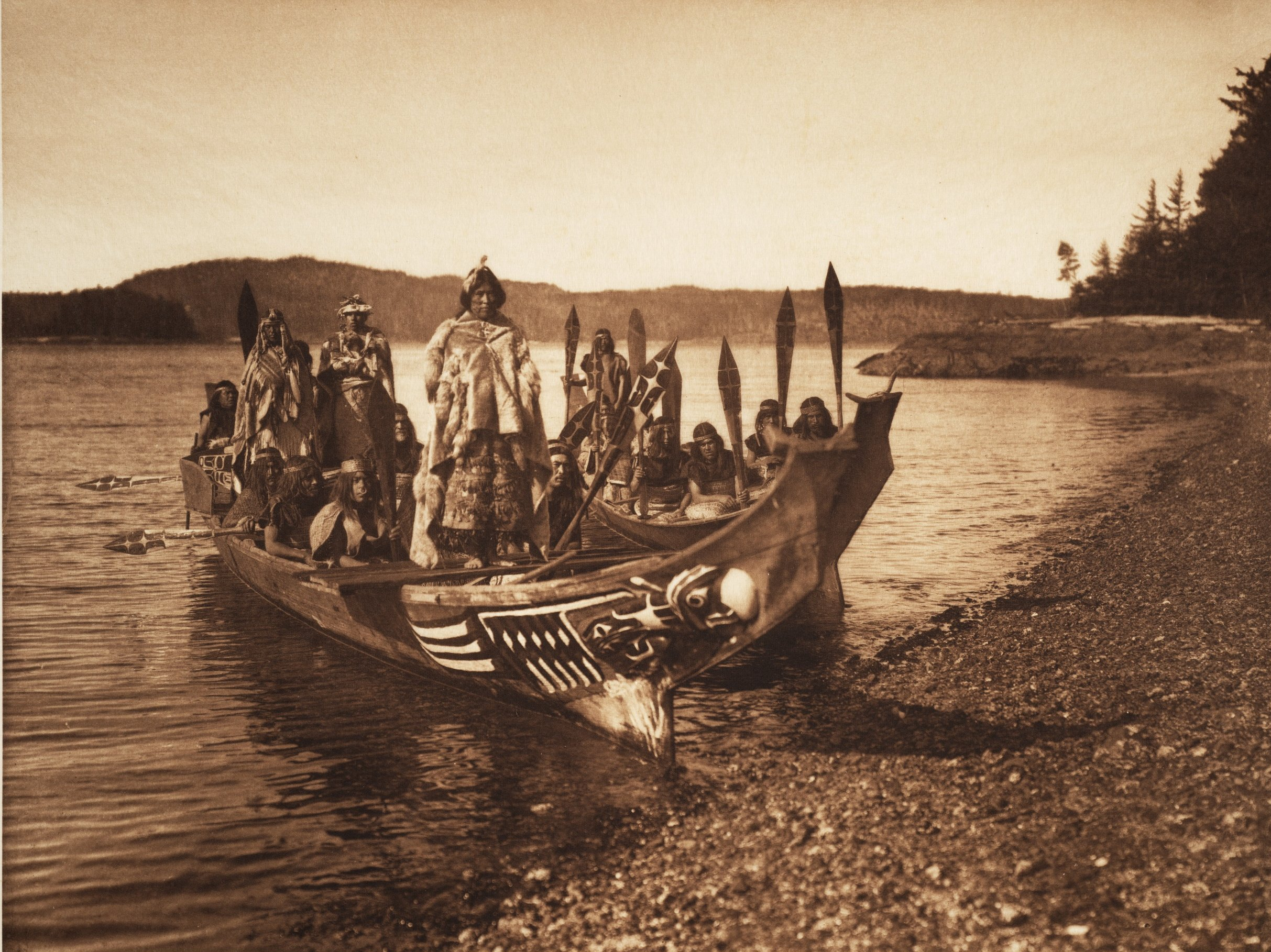
Uma celebração de casamento da tribo kwakiutl no Canadá no início do século XX.

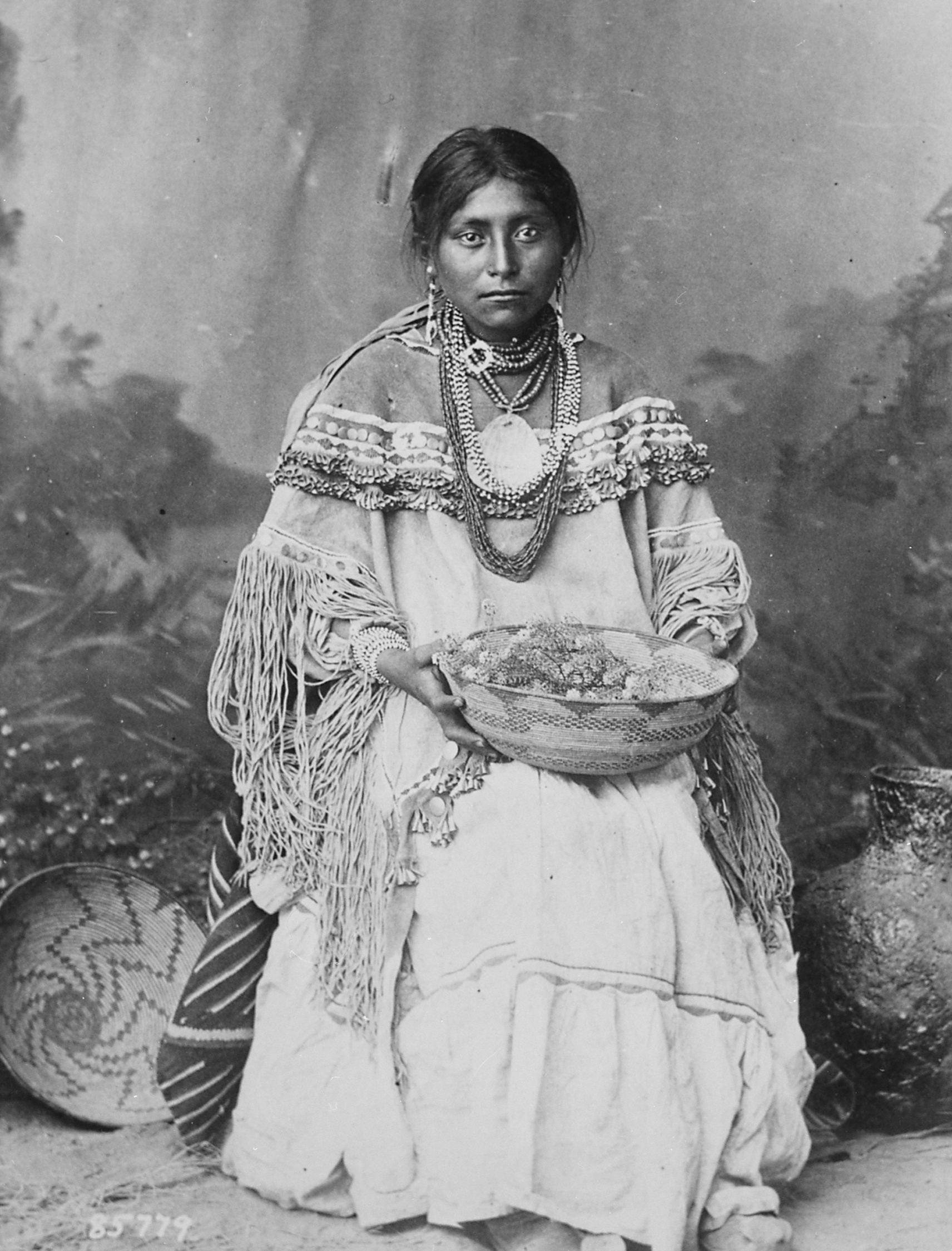
Uma mulher apache em sua indumentária de noiva

Para as tribos Sioux, o casamento simbolizava a união do casal sob o princípio de "juntos, mas não atados", explicado como uma moral em uma lenda tradicional chamada "a águia e o falcão". Nessa história, um sábio instrui um casal a caçar essas duas aves de rapina vivas, mas separadamente. Uma vez capturados, ele pede que amarrem as aves pelas patas e as soltem. As aves, incapazes de voar, acabam lutando entre si. A lição desta história é que ambos devem "sempre voar juntos", mas nunca serem amarrados, priorizando o amor mútuo enquanto respeitam a individualidade de cada ser.
Entre os Apache, que compartilhavam traços socioculturais com os Sioux e Cheyennes, a castidade de uma mulher antes do casamento era um dos valores mais importantes para sua sociedade e espiritualidade, enraizado no animismo. A primeira menstruação de uma mulher era celebrada com um sagrado ritual de transição chamado "naihes". Este rito consistia em uma bênção para a menina agora púber, completo com danças, festas e canções, começando ao amanhecer e durando quatro dias. Para organizar um casamento, as famílias da noiva e do noivo se reuniam para organizar os aspectos práticos da união, sempre com o consentimento da noiva. A família do noivo tinha responsabilidade financeira para com a família da noiva, aderindo a um arranjo matrilocal. O marido recém-casado mudava-se para o grupo familiar de sua esposa para fornecer proteção, mas também precisava cuidar das necessidades de seus próprios pais. Mais tarde, o casal mudava-se para uma habitação separada dentro da mesma tribo, estabelecendo o "tabu da sogra", o que significava que o marido não poderia ter comunicação verbal direta com a mãe de sua esposa.
O conceito de casamento dentro do sistema de parentesco esquimó era de natureza exógama e tinha uma visão de mundo diferente de outras culturas. Não havia cerimônia de casamento ou rito especial para a ocasião. A vida conjugal começava quando famílias de diferentes clãs Inuit concordavam com a coabitação entre um homem e uma mulher de suas comunidades. No entanto, casamentos por amor também eram possíveis com o claro objetivo de cooperação mútua e garantia da sobrevivência do grupo étnico. Nesse contexto, a virgindade do casal não desempenhava nenhum papel.

## Mesoamérica
Para a civilização Maia, o casamento ocorria sob um sistema matrilocal, sendo visto como a instituição que concedia vida e representava sua origem divina na Terra, incorporando elementos espirituais e sagrados em sua religião Maia. Os Maias tinham especialistas em conduzir casamentos arranjados chamados Ah atanzahob, que atuavam como “casamenteiros”, servindo de intermediários entre as famílias da noiva e do noivo e preparando a cerimônia de casamento com um profundo significado sagrado. Os casamentos geralmente possuíam uma forte natureza endogâmica, onde casar-se com alguém da mesma casta e localidade era bem visto. No entanto, casamento entre parentes (pessoas com o mesmo sobrenome) e adultério eram estritamente proibidos. O casamento era um rito religioso onde as famílias do casal trocavam presentes, e um Chilam (sacerdote) oficializava o casamento, realizando um ritual de purificação do casal com incenso.
Para os Astecas, tratava-se de um casamento arranjado iniciado pelos pais do noivo. Eles desempenhavam um papel essencial no ritual de casamento: tinham que pedir a mão da garota com presentes para a família da noiva, e a resposta inicial de seus futuros sogros era sempre negativa. No segundo dia, o procedimento era repetido, desta vez consultando a vontade da noiva. Se a resposta fosse afirmativa, a cerimônia prosseguia e a noiva era levada à casa do noivo em meio a uma grande celebração de música e danças. Após o casamento, o casal tinha que permanecer trancado em um quarto por quatro dias realizando penitência e jejum pelo seu futuro compartilhado, enquanto os sacerdotes preparavam a cama para o casamento ser consumado ali.
Entre o povo Ngäbe, que vivia nos territórios atuais do Panamá e parte da Costa Rica, casamentos arranjados (ou por conveniência) entre famílias da mesma etnia eram comuns. As meninas eram designadas desde cedo como futuras esposas de seus futuros maridos, e o casamento ocorria quando ela tinha sua menarca, entre 12 e 14 anos, quando eram consideradas adultas e responsáveis na sociedade. Isso era acompanhado por uma cerimônia de quatro dias, onde a jovem era isolada da comunidade e aconselhada pelas mulheres mais velhas de sua tribo, recebendo uma dieta especial e banhos de purificação. Uma cerimônia muito semelhante ocorria entre o povo Emberá, habitantes entre o Panamá e a atual Colômbia.

## Caribe
Para os Kalinagos, uma tribo que historicamente residia na costa do Caribe da América do Sul e nas Antilhas Menores, a natureza da instituição do casamento era versátil, dependendo de cada situação particular. Poderia ser monogâmico ou poligâmico, endogâmico ou exogâmico entre diferentes tribos para fins expansionistas, bem como matrilinear ou patrilinear, baseado em acordos entre famílias com um forte sentido de clã. Para eles, também existiam casamentos arranjados com o consentimento da noiva. No entanto, durante períodos de guerra entre tribos, um tipo de casamento forçado era praticado, desde que todos os homens da tribo da noiva fossem derrotados.

## Taíno
Para o povo Taíno, os habitantes indígenas do Caribe, havia dois tipos de casamento: o "geral", que era monogâmico e duradouro, principalmente por razões emocionais; e o casamento real, que poderia ser polígamo para os chefes e a realeza da tribo, servindo principalmente propósitos cerimoniais e políticos, bem como garantindo estabilidade e paz entre as tribos. Portanto, o amor não era um fator determinante. A perda da virgindade estava associada a rituais antes do casamento, e a fidelidade era um dos valores fundamentais em ambos os tipos de casamento, sendo o adultério punível com a morte.

## América do Sul

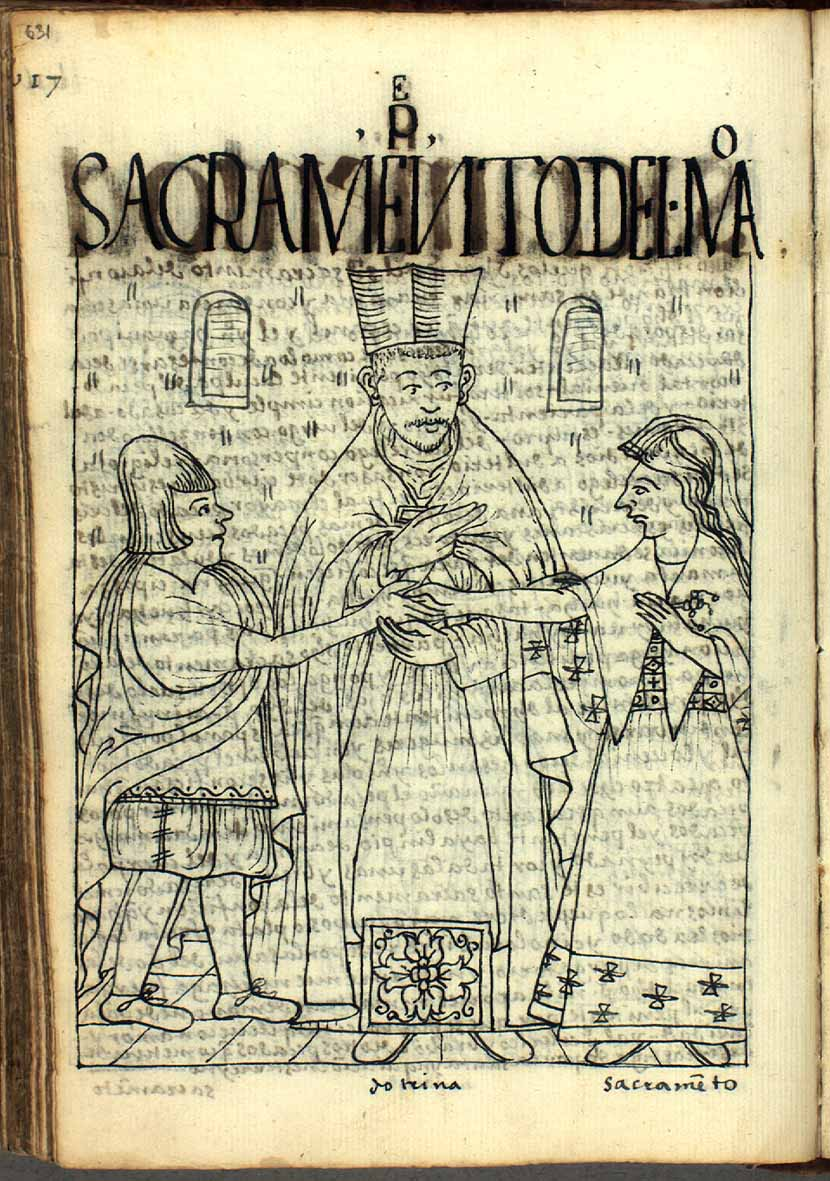
O sacramento do casamento como retratado na Nueva Corónica por Guamán Poma (1615).

Para a civilização Inca, com a consolidação de seu império, o casamento tornou-se uma questão do estado, visto como um ato administrativo sem qualquer conotação sagrada ou divina. No entanto, a cerimônia de casamento estava repleta de ritos e tradições dedicadas às suas divindades. Embora a poligamia fosse permitida, a primeira esposa (também referida como esposa primária) detinha um status hierárquico mais alto do que outras concubinas. Além disso, havia a prática de servinacuy, um período de teste antes do casamento onde os casais poderiam viver juntos e ter sexo pré-matrimonial, pois a virgindade da mulher não era tão significativa nesta cultura. Outro aspecto distinto desta cultura eram os casamentos simbólicos de crianças entre os filhos dos curacas para estabelecer alianças entre diferentes comunidades. Essas crianças permaneciam nas casas de seus pais, sem se envolver em relações sexuais, até que a menina tivesse sua primeira menstruação e os rituais que marcavam o início da puberdade no menino ocorressem. Para o povo Inga, principalmente localizado no Vale de Sibundoy, os preparativos para o casamento começavam duas semanas antes. Os casais se abstiam de sexo antes do casamento e se comprometiam a ajudar nos preparativos da cerimônia e celebração. Um taita, o líder espiritual dos Ingas, liderava a cerimônia, que incluía vários rituais religiosos e simbólicos. Um momento significativo era quando a noiva era separada de sua família para se juntar ao noivo, formando uma nova unidade familiar monogâmica. Para o povo Kichwa, localizado no atual Equador, a cerimônia era semelhante à dos Ingas. A união de um homem e uma mulher era vista como um pacto entre duas famílias, e a celebração durava três dias: um dia na casa do noivo (kallari puncha), outro na da noiva (kyoa puncha) e o terceiro na casa dos padrinhos (tukurik puncha). Elementos espirituais incluíam uma chakana (cruz andina), oferendas florais e alimentares, e o ritual tinkirina, simbolizando a união inquebrável de duas almas. Esse ritual envolvia coroas de flores, unção do casal com pétalas de rosa e a entrega de duas plantas ou árvores abençoadas para serem plantadas em sua casa. Suas vestimentas e decorações variavam dependendo se a tribo se originava dos Andes ou da Floresta Amazônica.
Na cultura Aymara, jaqichasiña (o conceito de casamento nesta etnia) é um processo que envolve vários rituais e testes para ambas as partes, bem como individualmente, dentro de um sistema complexo destinado a garantir o bem-estar e coesão do casal para um futuro frutífero, bem como seu comportamento e papel na sociedade. A união é estritamente monogâmica e é vista como um compromisso dual do casal com a comunidade à qual pertencem, ambas as partes estando em igualdade de condições e geralmente governadas pelo chacha-warmi, embora relegue as mulheres a papéis secundários no nível social.
Entre o povo Wayuu (atual Colômbia e Venezuela), a transição da infância para a puberdade de uma mulher é marcada por um ritual tradicional chamado "o confinamento", onde a jovem que experimenta sua primeira menstruação torna-se uma Majajüt (jovem dama) e não é mais uma "menina", começando sua idade casadoura. Ela deve ser confinada em uma habitação por um período que varia de seis meses a um ano, onde aprende técnicas de tecelagem e recebe conselhos das mulheres mais velhas de sua família para prepará-la para a vida conjugal. No dia da menarca da menina, é realizado um rito em que ela perde a comunicação e o contato com os membros masculinos de sua família, seu cabelo é cortado, e ela deve passar por um banho purificador à meia-noite na presença dos convidados da celebração. Para propor, a família do noivo deve apresentar um dowry à família da noiva, que geralmente consiste em animais e roupas.
Para o povo Mapuche (atual Chile e Argentina), o casamento poderia ser tanto polígamo quanto monogâmico, dependendo de vários fatores, especialmente da posição social e hierárquica do homem. Os casamentos tendiam a ser exógamos entre diferentes lof, visando fortalecer os laços entre comunidades através destas uniões, num povo tradicionalmente guerreiro. O sequestro de noivas entre os Mapuches era um ritual comum, que geralmente era simulado, embora também pudesse ser um verdadeiro sequestro que envolvesse relações sexuais pré-maritais imediatamente antes do dia do casamento.
Para os Yaghan, habitantes do arquipélago Tierra del Fuego, o casamento era uma união baseada no amor e no trabalho conjunto em uma sociedade com um forte senso de pertencimento ao seu clan. O namoro era vital e poderia durar meses ou até anos antes de a cerimônia ser organizada. Ambas as partes deveriam ter passado por seus Ciexaus, o rito da puberdade. Além disso, era comum casar viúvos com alguém do mesmo grupo social para evitar sua solidão.

## Nota
- "versalita" foi traduzido como "sc" (small caps) para a Wikipedia.
- "Diosas de tempestad: la mujer precolombina" foi traduzido como "Deusas da Tempestade: A Mulher Pré-Colombiana". Esta é uma tradução interpretativa para capturar a essência do título. Se o livro tiver um título oficial em inglês, seria melhor usá-lo.
- Este artigo foi inicialmente traduzido, total ou parcialmente, do artigo da Wikipédia em inglês cujo título é «Marriage in the pre-Columbian Americas», especificamente desta versão.